# Hans-Joachim Güntherodt
Hans-Joachim Güntherodt (* 17. Juli 1939 in Suhl; † 6. Juli 2014) war ein deutscher Physiker und Begründer der Nanowissenschaft an der Universität Basel.

## Leben und Wirken

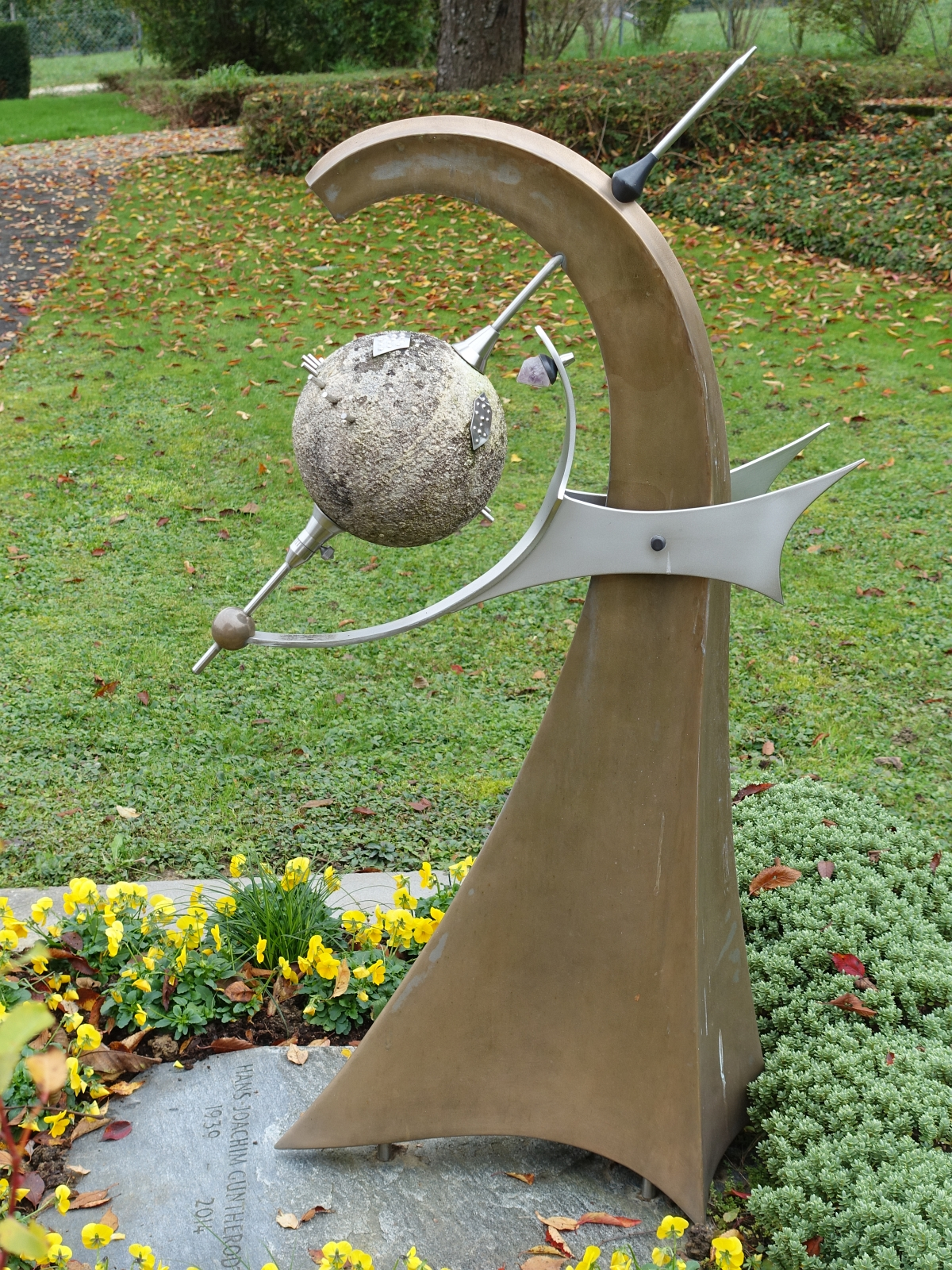
Grab auf dem Friedhof von Witterswil

Hans-Joachim Güntherodt, älterer Bruder von Gernot Güntherodt, erwarb 1963 sein Diplom in Physik an der ETH Zürich und wurde 1967 ebenfalls an der ETH Zürich mit einer Arbeit zum Thema Hall-Koeffizient und spezifischer elektrischer Widerstand flüssiger Metallegierungen promoviert. Von 1973 bis 2009 war er ordentlicher Professor für Experimentalphysik an der Universität Basel. Er war im akademischen Jahr 1986/87 Dekan der Philosophisch-Naturwissenschaftlichen Fakultät und von 1994 bis 1996 Rektor der Universität. Außerdem war er Gastwissenschaftler am IBM Thomas J. Watson Research Center in Yorktown Heights und am Tokio Institute of Technology.
Von 2001 bis 2006 war er Leiter des Nationalen Forschungsschwerpunkts Nanotechnologie des Schweizerischen Nationalfonds. Er war Ehrendoktor der Universität Neuchâtel und wurde 2006 Ehrenpräsident des NCCR (Nanoscale Science Basel) und des Schweizerischen Institutes für Nanowissenschaften (SNI). Auch im Schülerforschungszentrum phaenovum Lörrach Dreiländereck war er stark engagiert. Seine letzte Ruhestätte fand er auf dem Friedhof von Witterswil.

## Schriften
- hrsg. mit Roland Wiesendanger: Theory of STM and Related Scanning Probe Methods (= Scanning Tunneling Microscopy. Band 3). Springer, Berlin 1993; 2. Auflage 1996.